# Liste der Gerechten unter den Völkern aus Lettland

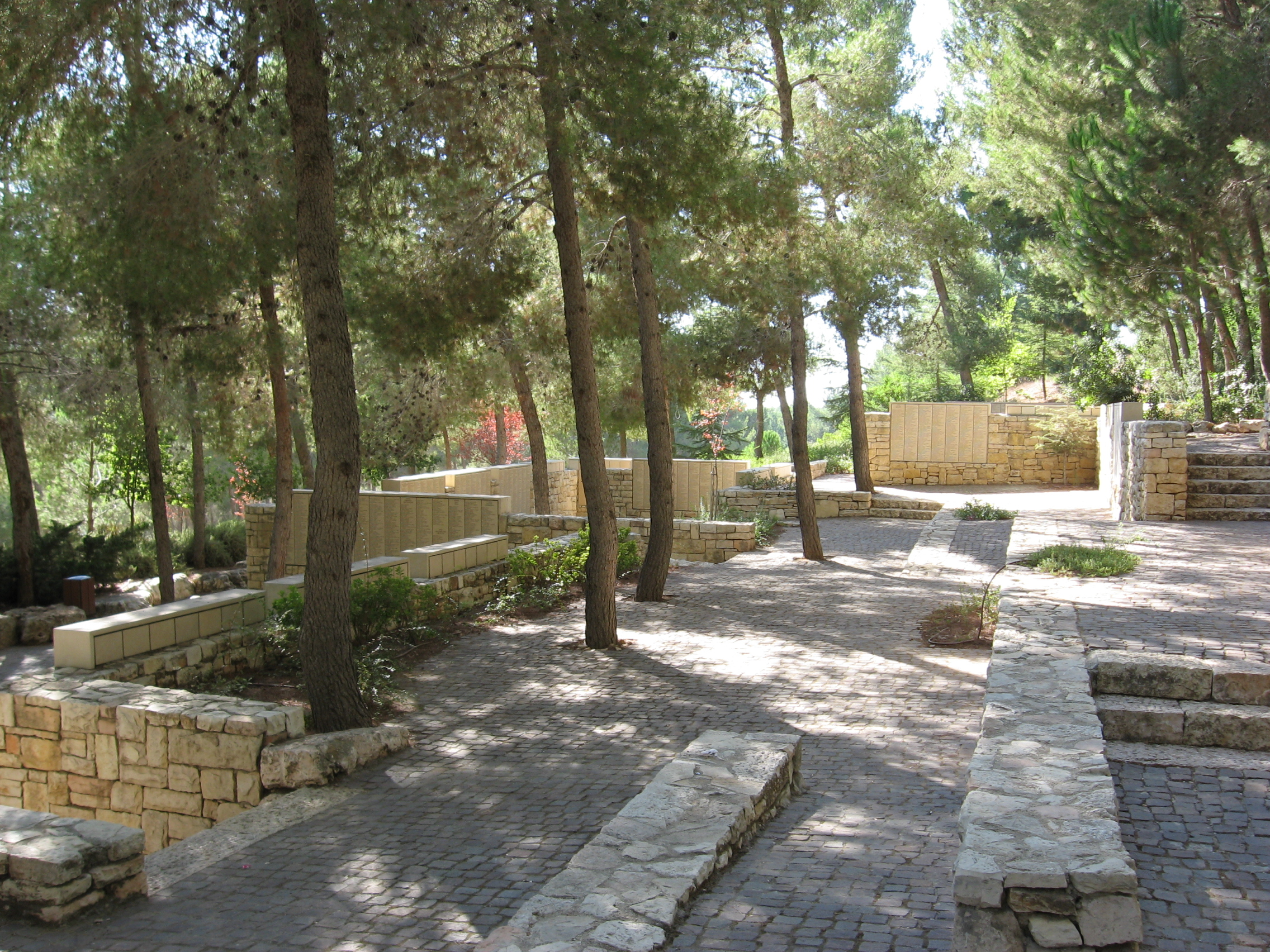
Der Garten der Gerechten unter den Völkern

Die Liste der Gerechten unter den Völkern aus Lettland führt in alphabetischer Reihenfolge diejenigen Letten und Lettinnen auf, die von der Gedenkstätte Yad Vashem mit dem Titel Gerechter unter den Völkern geehrt wurden.

## Hintergrund
Lettland, das nach dem Ersten Weltkrieg am 18. November 1918 seine Unabhängigkeit erklärt und diese im Lettischen Unabhängigkeitskrieg durchgesetzt hatte, erlebte die Besetzung durch die Sowjetunion im Juli 1940. Mit dem deutschen Überfall auf die Sowjetunion begann am 22. Juni 1941 die deutsche Besatzung Lettlands als Teil des „Reichskommissariats Ostland“ unter dem Reichskommissar Hinrich Lohse. Es kam nun auch in Lettland zu zahlreichen Massenverbrechen an Juden, Roma, als „Kommunisten“ Betrachteten, Angehörigen der feindlichen „Banden“, Gefängnisinsassen und Geisteskranken. Nachdem 15.000 Juden vor der NS-Herrschaft in die unbesetzte Sowjetunion hatten fliehen können, verblieben in Lettland zum Zeitpunkt des Einmarschs noch 70.000, von denen bis Ende 1941 mehr als 90 Prozent ermordet wurden und mit dem Ende der Besatzung nur noch 3.000 lebten. Hinzu kamen 20.000 Juden, die aus dem Deutschen Reich und den besetzten Gebieten nach Lettland deportiert worden waren, von denen etwa 1.000 überlebten.
Etwa 80.000 Letten gehörten während des Zweiten Weltkrieges der lettischen SS-Legion an, weitere 30.000 wurden in der lettischen Polizei eingesetzt. Beide Gruppen waren an den zahlreichen Verbrechen der Deutschen gegen die Menschlichkeit beteiligt. Eine Hauptrolle bei der „Endlösung der Judenfrage“ spielte das von Viktor Arajs geführte 400-köpfige Mord-Kommando, dem etwa 30.000 jüdische Letten zum Opfer fielen. Im Herbst 1944 wurde Lettland von der Roten Armee erobert und erneut als Lettische SSR der Sowjetunion angegliedert.
Israel hat nach der Staatsgründung 1948 den Ehrentitel Gerechter unter den Völkern (hebräisch חסיד אומות העולם Chassid Umot ha-Olam) eingeführt, um nichtjüdische Einzelpersonen zu ehren, die unter nationalsozialistischer Herrschaft während des Zweiten Weltkriegs ihr Leben einsetzten, um Juden vor der Ermordung zu retten.
138 Lettinnen und Letten erhielten bisher (Stand: 1. Januar 2022) für die Rettung jüdischer Mitbürger den Titel Gerechter unter den Völkern.

## Liste
Die Liste ist alphabetisch nach Nachnamen geordnet. Hinter dem Namen ist jeweils das Geburtsdatum, das Sterbedatum, der Ort der Rettung, der Grund der Ehrung und das Jahr der Ehrung angegeben.
| Name                        | Geboren       | Gestorben     | Ort der Rettung       | Grund der Ehrung | Jahr |
| --------------------------- | ------------- | ------------- | --------------------- | --- | ---- |
| Sofya Adomyanets            | 1896          |               | Daugavpils und Svente | Sofija Adomyanets aus Daugavpils versteckte im Juni 1941 das fünfjährige jüdische Mädchen Riva Beder in ihrer Wohnung. Sie hatte das Kind zuvor aus dem von den Deutschen in der Stadt eingerichteten Ghetto geholt, wo es getrennt von den Eltern lebte. Nach den zwei Monaten floh Adomyanets mit ihrem Mündel zu Freunden in dem etwa 10 km entfernten Dorf Svente. Dort gaben sich Adomianec und Riva als Mutter und Tochter aus. Beide blieben bis zur Befreiung Ende Juli 1944 in Svente und kehrten dann nach Daugavpils zurück. | 1987 |
| Evdokia Afanasiev           |               |               | Krasnoye              | Die Familie von Piotr Afanasiev – seine Eltern Fadei Afanasiev und Evdokia Afanasiev, sein Bruder Philip Afanasiev und seine Frau Anastasia Afanasiev sowie ihre Tochter Minadora Mikulova – versteckten von Oktober 1943 bis zur Befreiung im Herbst 1944 die Jüdin Bunja Zelikman mit ihrer Tochter Rachel Zelikman in ihrem Haus, teilten ihre spärlichen Lebensmittel mit ihnen und versorgten sie mit Decken und Kleidung. | 1994 |
| Fadei Afanasiev             |               |               | Krasnoye              | Die Familie von Piotr Afanasiev – seine Eltern Fadei Afanasiev und Evdokia Afanasiev, sein Bruder Philip Afanasiev und seine Frau Anastasia Afanasiev sowie ihre Tochter Minadora Mikulova – versteckten von Oktober 1943 bis zur Befreiung im Herbst 1944 die Jüdin Bunja Zelikman mit ihrer Tochter Rachel Zelikman in ihrem Haus, teilten ihre spärlichen Lebensmittel mit ihnen und versorgten sie mit Decken und Kleidung. | 1994 |
| Anastasia Afanasiev         |               |               | Krasnoye              | Die Familie von Piotr Afanasiev – seine Eltern Fadei Afanasiev und Evdokia Afanasiev, sein Bruder Philip Afanasiev und seine Frau Anastasia Afanasiev sowie ihre Tochter Minadora Mikulova – versteckten von Oktober 1943 bis zur Befreiung im Herbst 1944 die Jüdin Bunja Zelikman mit ihrer Tochter Rachel Zelikman in ihrem Haus, teilten ihre spärlichen Lebensmittel mit ihnen und versorgten sie mit Decken und Kleidung. | 1994 |
| Philip Afanasiev            |               |               | Krasnoye              | Die Familie von Piotr Afanasiev – seine Eltern Fadei Afanasiev und Evdokia Afanasiev, sein Bruder Philip Afanasiev und seine Frau Anastasia Afanasiev sowie ihre Tochter Minadora Mikulova – versteckten von Oktober 1943 bis zur Befreiung im Herbst 1944 die Jüdin Bunja Zelikman mit ihrer Tochter Rachel Zelikman in ihrem Haus, teilten ihre spärlichen Lebensmittel mit ihnen und versorgten sie mit Decken und Kleidung. | 1994 |
| Lutsia Afanasiev            |               |               | Krasnoye              | Die Familie von Piotr Afanasiev – seine Eltern Fadei Afanasiev und Evdokia Afanasiev, sein Bruder Philip Afanasiev und seine Frau Anastasia Afanasiev sowie ihre Tochter Minadora Mikulova – versteckten von Oktober 1943 bis zur Befreiung im Herbst 1944 die Jüdin Bunja Zelikman mit ihrer Tochter Rachel Zelikman in ihrem Haus, teilten ihre spärlichen Lebensmittel mit ihnen und versorgten sie mit Decken und Kleidung. | 1994 |
| Piotr Afanasiev             | 7. Nov. 1916  |               | Krasnoye              | Die Familie von Piotr Afanasiev – seine Eltern Fadei Afanasiev und Evdokia Afanasiev, sein Bruder Philip Afanasiev und seine Frau Anastasia Afanasiev sowie ihre Tochter Minadora Mikulova – versteckten von Oktober 1943 bis zur Befreiung im Herbst 1944 die Jüdin Bunja Zelikman mit ihrer Tochter Rachel Zelikman in ihrem Haus, teilten ihre spärlichen Lebensmittel mit ihnen und versorgten sie mit Decken und Kleidung. | 1994 |
| Eizenija Apoga              | 2. Feb. 1906  | 1990          | Riga                  | Die Schwestern Eizenija Apoga und Katrina Apoga aus Riga, fromme Adventisten, versteckten gemeinsam mit Kristina Viksna ab August 1943 vierzehn Monate lang den jüdischen Jugendlichen Isaak Kleiman. Die Schwestern beherbergten bereits das dreijährige jüdische Kind Josef Abramson, das sie ebenfalls bis zur Befreiung betreuten. | 2007 |
| Katrina Apoga               | 1899          | 1980          | Riga                  | Die Schwestern Eizenija Apoga und Katrina Apoga aus Riga, fromme Adventisten, versteckten gemeinsam mit Kristina Viksna ab August 1943 vierzehn Monate lang den jüdischen Jugendlichen Isaak Kleiman. Die Schwestern beherbergten bereits das dreijährige jüdische Kind Josef Abramson, das sie ebenfalls bis zur Befreiung betreuten. | 2007 |
| Anna Balodis                |               | 1986          | Malini                | Roberts Balodis aus Malini, ein ehemaliger Patient des jüdischen Chirurgen und Gynäkologen Dr. Binyamin Landa, kam im Herbst 1943 nach Daugavpils und holte Dr. Landa und seine Frau aus dem Ghetto. Balodis brachte seine Schützlinge zu seinem unbewohnten Bauernhof und alle paar Tage besuchten seine Frau Anna Balodis oder ihr Sohn Vilis Balodis das Gehöft und brachten den Flüchtlingen etwas zu essen. Nach sieben Monaten wurde das Ehepaar Landa verhaftet und ins Gefängnis von Elgava gebracht. Das Ehepaar überlebte einen Luftangriff auf das Gefängnis, konnte fliehen und versteckte sich bis zur Befreiung bei Einheimischen. | 2007 |
| Roberts Balodis             |               | 1996          | Malini                | Roberts Balodis aus Malini, ein ehemaliger Patient des jüdischen Chirurgen und Gynäkologen Dr. Binyamin Landa, kam im Herbst 1943 nach Daugavpils und holte Dr. Landa und seine Frau aus dem Ghetto. Balodis brachte seine Schützlinge zu seinem unbewohnten Bauernhof und alle paar Tage besuchten seine Frau Anna Balodis oder ihr Sohn Vilis Balodis das Gehöft und brachten den Flüchtlingen etwas zu essen. Nach sieben Monaten wurde das Ehepaar Landa verhaftet und ins Gefängnis von Elgava gebracht. Das Ehepaar überlebte einen Luftangriff auf das Gefängnis, konnte fliehen und versteckte sich bis zur Befreiung bei Einheimischen. | 2007 |
| Tekla Balodis               | 1916          |               | Daugavpils            | Tekla Balodis, ein Kindermädchen aus Daugavpils, versteckte das zweijährige jüdische Kleinkind Moshe-Rachmiel Ichlov, den Sohn ihrer Freundin Sara Zelikovski, von April 1942 bis zur Befreiung in einem Versteck unter ihrem Hühnerstall. Seine Eltern Hirsh Ichlov und Sara Zelikovski starben im Ghetto von Daugavpils. | 2008 |
| Malvina Baltov              | 1905          |               | Maza Zelcova          | Modest Baltov und seine Frau Malvina Baltova, beide katholischen Glaubens, unterstützten während der gesamten deutschen Besatzungszeit die befreundete Familie Bankovich, die drei jüdische Mitbürger in ihrem Haus versteckte, mit der Zulieferung von Lebensmitteln. Im Frühjahr 1942, als die Gefahr von Durchsuchungen wuchs, nahmen sie vorübergehend die jüdischen Frauen Sonja Minkin und Judif Morein bei sich auf. | 1995 |
| Modest Baltov               | 1901          |               | Maza Zelcova          | Modest Baltov und seine Frau Malvina Baltova, beide katholischen Glaubens, unterstützten während der gesamten deutschen Besatzungszeit die befreundete Familie Bankovich, die drei jüdische Mitbürger in ihrem Haus versteckte, mit der Zulieferung von Lebensmitteln. Im Frühjahr 1942, als die Gefahr von Durchsuchungen wuchs, nahmen sie vorübergehend die jüdischen Frauen Sonja Minkin und Judif Morein bei sich auf. | 1995 |
| Alfred Bankovich            | 1908          | 12. Jan. 1992 | Kārsava, Jēči         | Alfred Bankovich, einem Litauer deutscher Herkunft aus Kārsava, gelang es, ab August 1941 seine jüdische Frau Rachel Edelman, ihre sechsjährige Nichte Judif Zilber und ihre Freundin Sonja Minkin in seiner Wohnung in der Küche hinter einer falschen Wand zu verstecken. Für den jüdischen Geschäftsmann Lev Udem organisierte er ein Versteck bei der Familie Barkan im Dorf Jēči. Am 15. August 1942 brachte Rachel Edelman in ihrem Versteck ihren gemeinsamen Sohn zur Welt. Auch für ihren neugeborenen Sohn fand Alfred Bankovich ein passendes Versteck bei seiner Nachbarin Helena Spiridowitsch, die zwei Wochen zuvor eine Tochter zur Welt gebracht hatte. | 1983 |
| Anton Barkans               | 1910          |               | Jēči                  | Anton Barkan, ein Bahnarbeiter aus Jēči, und seine Frau Helena Barkan, beide katholisch, versteckten in ihrer Scheune und ihrem Haus von Juli 1941 bis Sommer 1942 den jungen jüdischen Geschäftsmann Lev Udem, der die Liquidation der Juden in seinem Heimatort Kārsava überlebt hatte. Von Sommer bis Herbst 1942 nahmen sie die Jüdinnen Sonja Minkin und Judif Zilber bei sich auf, die zuvor bei Alfred Bankovich versteckt waren. | 1995 |
| Helena Barkane              | 1911          |               | Jēči                  | Anton Barkan, ein Bahnarbeiter aus Jēči, und seine Frau Helena Barkan, beide katholisch, versteckten in ihrer Scheune und ihrem Haus von Juli 1941 bis Sommer 1942 den jungen jüdischen Geschäftsmann Lev Udem, der die Liquidation der Juden in seinem Heimatort Kārsava überlebt hatte. Von Sommer bis Herbst 1942 nahmen sie die Jüdinnen Sonja Minkin und Judif Zilber bei sich auf, die zuvor bei Alfred Bankovich versteckt waren. | 1995 |
| Auguste Berzina             | 10. Nov. 1895 | 9. Juni 1980  | Riga                  | Augusta Berzina, eine Malerin und Krankenschwester aus Riga, und ihr Sohn Juris Berzina versteckten in ihrer kleinen Drei-Zimmer-Wohnung ab Herbst 1941 die beiden Jüdinnen Zara Frenkel und ihre Schwester Regina Rudina, die aus dem Ghetto von Riga geflohen waren. Als klar wurde, dass die Berzinas nicht zwei zusätzliche Personen ernähren konnten, organisierte Augusta Berzina für Regina Rudina ein neues Versteck beim Ehepaar Edgar Ozol und Emilia Ozol. Beide Jüdinnen überlebten die Verfolgungen durch die deutschen Besatzer. | 2010 |
| Prof. Juris Berzina         | 13. Apr. 1928 |               | Riga                  | Augusta Berzina, eine Malerin und Krankenschwester aus Riga, und ihr Sohn Juris Berzina versteckten in ihrer kleinen Drei-Zimmer-Wohnung ab Herbst 1941 die beiden Jüdinnen Zara Frenkel und ihre Schwester Regina Rudina, die aus dem Ghetto von Riga geflohen waren. Als klar wurde, dass die Berzinas nicht zwei zusätzliche Personen ernähren konnten, organisierte Augusta Berzina für Regina Rudina ein neues Versteck beim Ehepaar Edgar Ozol und Emilia Ozol. Beide Jüdinnen überlebten die Verfolgungen durch die deutschen Besatzer. | 2010 |
| Valentina Binkevich         | 1915          |               | Riga                  | Valentina Binkevich, eine Verkäuferin im Süßwarengeschäft von Mikhail Karavokiros in Riga, versteckte ab 1942 die Jüdin Riva Shepher in ihrem Haus. Am 28. Oktober 1942 wurden Valentina Binkevich und ihre Eltern verhaftet, weil sie auch geflohenen sowjetischen Kriegsgefangenen geholfen hatten. Glücklicherweise hatte sich Riva Shepher zu diesem Zeitpunkt woanders versteckt. Die Binkevichs kamen ins Gefängnis und wurden dann in das Konzentrationslager Ravensbrück verschleppt, wo Valentinas Eltern umkamen. Valentina Binkevich überlebte und kehrte nach dem Krieg nach Riga zurück. | 1994 |
| Valentina Birzina           | 6. Aug. 1921  |               | Riga                  | Valentina Birziņa, ein Mitglied des antifaschistischen Widerstands in Riga, versteckte ab 10. Dezember 1943 für vier Monate in ihrer Wohnung den tschechischen Juden Mikuláš Grošek, der zuvor für eine deutsche Baufirma gearbeitet hatte. | 1997 |
| Anna Celmraugs              | 1888          | 1. Aug. 1969  | Riga                  | Georg Celmraugs und seine Frau Anna Celmraugs aus Riga versteckten von Frühjahr bis Ende 1942 in ihrem Haus die Jüdin Eva Hoff und ihre Kinder Marina Hoff und Leonard Hoff. | 2005 |
| Georg Celmraugs             | 1. Juli 1881  | 30. März 1971 | Riga                  | Georg Celmraugs und seine Frau Anna Celmraugs aus Riga versteckten von Frühjahr bis Ende 1942 in ihrem Haus die Jüdin Eva Hoff und ihre Kinder Marina Hoff und Leonard Hoff. | 2005 |
| Anna Churbanov              | 1907          |               | Maslovo               | Ivan und Anna Churbanov, ein älteres religiöses russisches Bauernehepaar aus dem Dorf Gubino, versteckte ab Ende August 1941 Beinis und Icchak Lyakhovsky, zwei der Kinder der befreundeten jüdischen Familie Lyakhovsky aus dem Nachbardorf Maslovo. Die restliche Familie Lyakhovsky wurde im August 1941 von der Polizei verhaftet und später erschossen. | 2010 |
| Ivan Churbanov              | 1903          |               | Maslovo               | Ivan und Anna Churbanov, ein älteres religiöses russisches Bauernehepaar aus dem Dorf Gubino, versteckte ab Ende August 1941 Beinis und Icchak Lyakhovsky, zwei der Kinder der befreundeten jüdischen Familie Lyakhovsky aus dem Nachbardorf Maslovo. Die restliche Familie Lyakhovsky wurde im August 1941 von der Polizei verhaftet und später erschossen. | 2010 |
| Manya Ciblis                |               |               | Daugavpils            | Manya Ciblis, eine Haushälterin aus Daugavpils, arbeitete vor dem deutschen Überfall auf die Sowjetunion für das jüdische Ehepaar Meir und Tirtza Perelman und deren zwei Kinder Saul und Katriel. Nach der Eroberung von Daugavpils am 29. Juni 1941 durch die Deutschen wurde Meir Perelman ermordet und Tirtza Perelman und ihre zwei Kinder wurden in ein Ghetto deportiert. Manya Ciblis gelang es, Saul Perelman zu retten. Sie holte ihn im Ghetto, gab ihn als ihren Sohn aus, wohnte einige Zeit mit ihm im Haus der Perelmans und organisierte für ihn dann ein Versteck bei Anton und Anna Yunel auf einem Bauernhof in der Nähe von Medumi. | 2000 |
| Ansis Didrichson            |               | 1962          | Riga                  | Ansis Didrichson, der Besitzer einer Schreinerei in Riga, plante und organisierte am 13. Februar 1944 die Flucht der sechs Juden Leizer Rotbart, Shlomo Koblenz, Daniel Koblenz, Aharon Troib, Zigfrid Weinberg und George Fridman, die im Konzentrationslager Kaiserwald interniert waren und als Zwangsarbeiter in einer Fabrik arbeiteten. Er versteckte und ernährte sie bis zur Befreiung acht Monate lang in seiner Schreinerei. | 1996 |
| Jeva Dzene                  |               |               | Aizpute               | Jeva Dzene lebte mit ihren drei Töchtern Emīlija Šusters, Elza Pūķis und Anna Pūķis und deren Ehemännern (Gerhards Šusters, Karlis Pūķis und Jānis Pūķis) sowie Jānis Šusters in Aizpute. Zunächst auf dem Dachboden des Hauses von Jeva Dzene, später im Haus des Ehepaares Šusters versteckten sie ab Oktober 1943 die vier jüdischen Zwangsarbeiter Josef Getz, Izak Heifetz, Sholom Uzdin und Leib Uzdin, denen Karlis Pūķis zur Flucht aus einem Arbeitskommando verholfen hatte. Die Rettungsaktion scheiterte, da ein Nachbar des Ehepaares Šusters die Retter denunzierte, das Haus der Šusters durchsucht wurde und Jeva Dzene und ihre Töchter und Schwiegersöhne verhaftet wurden. Die vier Juden, die im Haus der Šusters nicht entdeckt worden waren, begingen am 25. Januar 1944 Selbstmord, nachdem ihr neues Versteck im Wald entdeckt worden war. Gerhards Šusters wurde in Aizpute hingerichtet. Jeva Dzene, Jānis Šusters, Karlis Pūķis und Jānis Pūķis starben im Konzentrationslager Stutthof. Nur Emīlija Šusters, Elza Pūķis und Anna Pūķis überlebten.                                | 1999 |
| Fritz Enins                 |               |               | Liepāja               | Margarita Enins und ihr Sohn Fritz Enins aus Liepāja versteckten in ihrem Haus von Dezember 1941 bis Kriegsende den jüdischen Jugendlichen Abram Fleishman und seinen Freund Israel Alite. | 1999 |
| Margarita Enins             |               |               | Liepāja               | Margarita Enins und ihr Sohn Fritz Enins aus Liepāja versteckten in ihrem Haus von Dezember 1941 bis Kriegsende den jüdischen Jugendlichen Abram Fleishman und seinen Freund Israel Alite. | 1999 |
| Anna Fimbauer               |               |               | Liepāja               | Anna Fimbauer aus Liepāja, eine Hausangestellte der jüdischen Familie Raikin, versteckte ab dem 12. Februar 1942 Berta Raikin und ihren zweijährigen Sohn Gershon Raikin in ihrer Einzimmerwohnung und auf dem Dachboden des Wohnhauses. Ab dem 23. November 1943 versteckte sie zusätzlich Isaak Raikin, der aus dem Ghetto von Riga geflohen war. Unterstützt von ihrer Freundin Emīlija Strelis und ihrer Bekannten Anna Zvirgzdiņa konnten die Raikins bis Ende 1944 bei Anna Fimbauer leben. Als Fimbauer ihre Wohnung Anfang 1945 räumen musste, gelang es ihr, falsche Papiere für die Raikins zu besorgen und gemeinsam mit ihnen aufs Land zu fliehen. | 1972 |
| Emilia Gaevskaya            | 1897          | 1969          | Riga                  | Emilia Gaevskaya und ihre Schwester Marija Karchevskaya, gläubige Katholiken aus Riga, versteckten 1944 die Juden Riva Shepher und Samuil Shepher sowie deren Tante Nina Barinbaum und Onkel Harry Barinbaum. Marija Karchevskaya arbeitete als Hausmeisterin in einem großen Gebäude. Sie brachte ihre Schützlinge heimlich in einer verlassenen Wohnung unter. Gaevskaya und Karchevskaya brachten ihnen dort Essen und kümmerten sich um ihre Grundbedürfnisse. | 1994 |
| Arnolds Gludausis           |               |               | Liepāja               | Arnolds Gludausis aus Liepāja versteckte nach der deutschen Besetzung der Stadt am 29. Juni 1941 bis Anfang 1942 seine ehemalige Klassenkameradin, die Jüdin Ella Solomir, im Keller seines Hauses. Außerdem unterstützte er die Jüdin Frau Brozgal und ihre sechsjährige Tochter Eidija Brozgal, die sich während der Besetzung in Ställen und Kellern verlassener Gebäude versteckten, mit allem Lebensnotwendigen. | 1998 |
| Piotr Ignatiev              |               |               | Zalumi                | Piotr Ignatiev und seine Frau Varvara Ignatiev, Landwirte russischer Herkunft aus Zalumi, sowie ihre Tochter Jefrosinija Petrov und deren Mann Fedot Petrov versteckten auf ihrem Bauernhof vom 30. Oktober 1943 an für zwei Wochen die Juden Moishe Shtein, Roza Fridland und David Stolyar, die zehn Tage vorher vor einem Massaker der Deutschen an Juden in der Festung Daugavpils geflohen waren. Danach brachten sie ihre drei Schützlinge, die sie mit Lebensmitteln und Kleidung versorgten, bis Anfang 1944 in einer Scheune unter und stellten den Kontakt zu russischen Partisanen her, denen sich die drei Juden anschlossen. | 1995 |
| Varvara Ignatiev            | 1903          |               | Zalumi                | Piotr Ignatiev und seine Frau Varvara Ignatiev, Landwirte russischer Herkunft aus Zalumi, sowie ihre Tochter Jefrosinija Petrov und deren Mann Fedot Petrov versteckten auf ihrem Bauernhof vom 30. Oktober 1943 an für zwei Wochen die Juden Moishe Shtein, Roza Fridland und David Stolyar, die zehn Tage vorher vor einem Massaker der Deutschen an Juden in der Festung Daugavpils geflohen waren. Danach brachten sie ihre drei Schützlinge, die sie mit Lebensmitteln und Kleidung versorgten, bis Anfang 1944 in einer Scheune unter und stellten den Kontakt zu russischen Partisanen her, denen sich die drei Juden anschlossen. | 1995 |
| Janis Kaminski              |               |               | Kleisti               | Marija Kaminski und Janis Kaminski, deutschbaltische Bauern aus Kleisti, versteckten 1944 die Juden Persy Gurvich, Semyon Peiros und dessen 15-jährigen Sohn Michael Peiros auf ihrem Heuboden. Während ihres Aufenthalts bei den Kaminskis wurden die Juden von Valdis Verdiņš, dem Besitzer eines Lebensmittelgeschäfts in der Nachbarschaft, mit Lebensmitteln versorgt. | 1999 |
| Marija Kaminski             |               |               | Kleisti               | Marija Kaminski und Janis Kaminski, deutschbaltische Bauern aus Kleisti, versteckten 1944 die Juden Persy Gurvich, Semyon Peiros und dessen 15-jährigen Sohn Michael Peiros auf ihrem Heuboden. Während ihres Aufenthalts bei den Kaminskis wurden die Juden von Valdis Verdiņš, dem Besitzer eines Lebensmittelgeschäfts in der Nachbarschaft, mit Lebensmitteln versorgt. | 1999 |
| Maria Karchevskaya          | 1900          | 1978          | Riga                  | Marija Karchevskaya und ihre Schwester Emilia Gaevskaya, gläubige Katholiken aus Riga, versteckten 1944 die Juden Riva Shepher und Samuil Shepher sowie deren Tante Nina Barinbaum und Onkel Harry Barinbaum. Marija Karchevskaya arbeitete als Hausmeisterin in einem großen Gebäude. Sie brachte ihre Schützlinge heimlich in einer verlassenen Wohnung unter. Gaevskaya und Karchevskaya brachten ihnen dort Essen und kümmerten sich um ihre Grundbedürfnisse. | 1994 |
| Herta Karklins              | 1907          |               | Liepāja               | Herta Karkliņs und Sofija Ziverts aus Liepāja retteten durch eine Falschaussage das Leben der Jüdin Erika Alperovich und ihrer zwei Söhne Edward Alperovich und George Alperovich. Zīverts und Kārkliņs bestätigten in den ersten Wochen der deutschen Besatzung vor den Behörden, dass ihre Bekannte Erika Alperovich keine Jüdin sei, sondern von einer jüdischen Familie adoptiert worden wäre. Aufgrund dieser Falschaussage erhielten Alperovich und ihre Söhne die Erlaubnis, außerhalb des Ghettos zu leben, und überlebten den Krieg. | 1999 |
| Olga Kateneva               | 1905          | 2001          | Riga                  | Olga Kateneva und ihr Bruder Vladimir Micko, überzeugte Adventisten aus Riga, versteckten ab Dezember 1941 in ihrer Zweizimmerwohnung für drei Jahre das 13-jährige jüdische Mädchen Genia Knoch, das aus dem Ghetto geflohen war und an ihre Tür geklopft hatte. Auf Bitten von Genia Knoch brachten Kateneva und Micko auch Essen ins Ghetto für die Mutter und jüngere Schwester ihres Schützlings. | 1991 |
| Arnold Keller               |               |               | Reshni                | Maria Keller und ihr 12-jähriger Sohn Arnold Keller aus Riga gehörten zu den 25 Helfern von Jānis Lipke, einem Lagerarbeiter aus Riga, der ab Juli 1941 etwa 56 Juden aus dem Rigaer Ghetto schmuggelte und Verstecke für sie im Umland organisierte. Im März 1944 mietete Lipke in Reshni einen Bauernhof an und Maria Keller und Aleksandra Dagarova, die Frau des jüdischen Architekten David Epshtein, erklärten sich bereit, den Bauernhof zu leiten. Nach ihrer Ankunft auf dem Bauernhof bauten sie ein Versteck unter dem Fußboden des Hauses. Im Mai 1944 brachte Lipke eine Gruppe von Juden aus Riga in das neue Versteck, darunter auch Dagarovas Ehemann David Epshtein. Mit ihm zusammen kamen Max Wagenheim, die Brüder Zalman und Isaak Drizin, Harry Icigson und Herman Noim. Sie alle konnten sich bis zur Befreiung im August 1944 auf dem Bauernhof verstecken und wurden von den beiden Frauen und Arnold Keller betreut. | 1995 |
| Maria Keller                |               |               | Reshni                | Maria Keller und ihr 12-jähriger Sohn Arnold Keller aus Riga gehörten zu den 25 Helfern von Jānis Lipke, einem Lagerarbeiter aus Riga, der ab Juli 1941 etwa 56 Juden aus dem Rigaer Ghetto schmuggelte und Verstecke für sie im Umland organisierte. Im März 1944 mietete Lipke in Reshni einen Bauernhof an und Maria Keller und Aleksandra Dagarova, die Frau des jüdischen Architekten David Epshtein, erklärten sich bereit, den Bauernhof zu leiten. Nach ihrer Ankunft auf dem Bauernhof bauten sie ein Versteck unter dem Fußboden des Hauses. Im Mai 1944 brachte Lipke eine Gruppe von Juden aus Riga in das neue Versteck, darunter auch Dagarovas Ehemann David Epshtein. Mit ihm zusammen kamen Max Wagenheim, die Brüder Zalman und Isaak Drizin, Harry Icigson und Herman Noim. Sie alle konnten sich bis zur Befreiung im August 1944 auf dem Bauernhof verstecken und wurden von den beiden Frauen und Arnold Keller betreut. | 1995 |
| Aleksandra Klebais          | 27. Sep. 1906 |               | Riga                  | Margareta Klebais und ihre Schwester Aleksandra Klebais, beide Krankenschwestern aus Riga und Mitglieder der Siebenten-Tags-Adventisten, waren an der Rettung der Jüdin Frida Michelson beteiligt. Michelson war Ende 1941 beim Massaker an den Juden von Riga im Wald von Rumbula nur verwundet worden und lag bewusstlos im Massengrab. Sie konnte aus dem Massengrab klettern, irrte durch den Wald und wurde von einheimischen Bauern und einer weiteren Familie, ebenfalls Siebenten-Tags-Adventisten, aufgenommen. Diese stellten den Kontakt zu Margareta und Aleksandra Klebais her und bei ihnen konnte sie sich 1942 anderthalb Monate und 1943 einige Wochen verstecken. Frida Michelson überlebte, wanderte nach Israel aus und veröffentlichte in den 1970er Jahren ihre Autobiografie mit dem Titel „Ich habe Rumbuli überlebt“. | 1995 |
| Margareta Klebais           | 9. Mai 1901   |               | Riga                  | Margareta Klebais und ihre Schwester Aleksandra Klebais, beide Krankenschwestern aus Riga und Mitglieder der Siebenten-Tags-Adventisten, waren an der Rettung der Jüdin Frida Michelson beteiligt. Michelson war Ende 1941 beim Massaker an den Juden von Riga im Wald von Rumbula nur verwundet worden und lag bewusstlos im Massengrab. Sie konnte aus dem Massengrab klettern, irrte durch den Wald und wurde von einheimischen Bauern und einer weiteren Familie, ebenfalls Siebenten-Tags-Adventisten, aufgenommen. Diese stellten den Kontakt zu Margareta und Aleksandra Klebais her und bei ihnen konnte sie sich 1942 anderthalb Monate und 1943 einige Wochen verstecken. Frida Michelson überlebte, wanderte nach Israel aus und veröffentlichte in den 1970er Jahren ihre Autobiografie mit dem Titel „Ich habe Rumbuli überlebt“. | 1995 |
| Arseniy Kornilov            | 14. Feb. 1888 | 27. Jan. 1972 | Ruģeļi                | Arseniy Kornilov versteckte in Ruģeļi sechs jüdische Mitbürger. | 2016 |
| Arturs Krumins              |               |               | Riga                  | Arturs Krumins, ein Professor für Architektur an der Polytechnischen Universität Rīga, seine Frau Erna Krumins und seine Töchter Velta Meters und Ilga Krumins versteckten in ihrem Haus, unterstützt von ihrem Dienstmädchen Lina Pilsroze, von 1941 an für drei Jahre den jüdischen Arzt Oscar Press und dessen Sohn Bernhard Press. Bei der Beschaffung von Lebensmitteln wurden sie außerdem von Elza Mieleike, einer Freundin der Familie Krumins, und deren Mutter unterstützt. | 1983 |
| Erna Krumins                |               |               | Riga                  | Arturs Krumins, ein Professor für Architektur an der Polytechnischen Universität Rīga, seine Frau Erna Krumins und seine Töchter Velta Meters und Ilga Krumins versteckten in ihrem Haus, unterstützt von ihrem Dienstmädchen Lina Pilsroze, von 1941 an für drei Jahre den jüdischen Arzt Oscar Press und dessen Sohn Bernhard Press. Bei der Beschaffung von Lebensmitteln wurden sie außerdem von Elza Mieleike, einer Freundin der Familie Krumins, und deren Mutter unterstützt. | 1983 |
| Ilga Krumins                | 1911          | 10. Jan. 2000 | Riga                  | Arturs Krumins, ein Professor für Architektur an der Polytechnischen Universität Rīga, seine Frau Erna Krumins und seine Töchter Velta Meters und Ilga Krumins versteckten in ihrem Haus, unterstützt von ihrem Dienstmädchen Lina Pilsroze, von 1941 an für drei Jahre den jüdischen Arzt Oscar Press und dessen Sohn Bernhard Press. Bei der Beschaffung von Lebensmitteln wurden sie außerdem von Elza Mieleike, einer Freundin der Familie Krumins, und deren Mutter unterstützt. | 1983 |
| Pauls Krumins               | 1892          | 1965          | Daugavpils            | Prof. Pauls Krumins, ein Musikpädagoge und Direktor des Musikkonservatoriums von Daugavpils, rettete das Leben seiner jüdischen Schülerin Cecilia Gradis, einer hervorragenden Geigerin, und ihrer Schwester Nadya Gradis. Kurz nach der Besetzung von Daugavpils durch die Deutschen, am 26. Juni 1941, versteckte Krumins die beiden Schwestern, die nach der Ermordung ihrer Eltern aus dem örtlichen Gefängnis geflohen waren, für sechs Wochen in seinem Haus. Die Schwestern lebten danach für einige Zeit bei jüdischen Freunden im Ghetto und konnten – als die Lebensbedingungen dort unerträglich wurden – erneut im Haus der Familie Krumins leben. Krumins beschaffte den beiden Frauen in dieser Zeit gefälschte Papiere auf lettische Namen, mit denen sie Daugavpils verlassen konnten. Nach ihrer Abreise wurde Krumins von der Gestapo verhaftet, da er beschuldigt wurde Juden zu helfen und blieb acht Wochen lang inhaftiert. | 1989 |
| Olga Kruzmane               | 1917          |               | Riga                  | Olga Krūzmane aus Rīga versteckte 1941 für mehr als ein Jahr ihren jüdischen Freund Jakov Shneider in ihrer Wohnung. Ende 1941 versteckte sie zusätzlich für zwei Monate zwei weitere Juden: Kopel Shneider, Jakov Shneiders Onkel, und seinen Freund Abraham Shpungin. Im Dezember 1942 brachen fünf Polizisten in Olga Krūzmanes Wohnung ein und verhafteten Shneider und Krūzmane. Krūzmane wurde daraufhin in das Konzentrationslager Salaspils und von dort in das Konzentrationslager Ravensbrück gebracht, wo sie den Krieg überlebte. Shneider verhungerte im Gefängnis in Riga. | 1999 |
| Friedrich Kumerow           | 1904          | 1992          | Riga                  | Friedrich Kumerow, ein Deutschbalte, und seine jüdische Ehefrau Zenja Samberg lebten mit ihren zwei Kindern in Riga. Vom 6. November 1943 bis zur Befreiung Rigas am 13. Oktober 1944 versteckten sie in ihrer Wohnung die fünfjährige Jüdin Aviva Nieburg, die Tochter eines ehemaligen Klassenkameraden von Zenja Samberg. | 1981 |
| Erna Kupsis                 | 19. Jan. 1910 |               | Kleisti               | Peteris Kupsis, ein Förster aus Kleisti, und seine Frau Erna Kupsis versteckten 1944 in ihrem Haus für zwei Wochen die drei Juden Persy Gurvich, Semyon Peiros und seinen 15-jährigen Sohn Michael Peiros. | 1999 |
| Peteris Kupsis              | 22. Sep. 1906 |               | Kleisti               | Peteris Kupsis, ein Förster aus Kleisti, und seine Frau Erna Kupsis versteckten 1944 in ihrem Haus für zwei Wochen die drei Juden Persy Gurvich, Semyon Peiros und seinen 15-jährigen Sohn Michael Peiros. | 1999 |
| Ivan Lavrenov               | 28. Juni 1906 | 1984          | Daugavpils            | Ivan Lavrenov, ein in Litauen geborener Landwirt, arbeitete nach seiner Flucht nach Lettland als Zimmermann im Schloss von Daugavpils. 1942 wurde das Schlossgelände in ein Lager für deportierte Juden umgewandelt. Lavrenov versorgte hier die Jüdin Etta Zilberman und ihre Zellengenossinnen mit Lebensmitteln, versteckte Etta Zilberman und Dora Kobash in einem Holzschuppen des Schlosses und brachte sie dann für kurze Zeit bei Freunden unter. Dann organisierte er ihre Flucht aus Daugavpils. Dora Kobash schloss sich den Partisanen an und Etta Zilberman fand Arbeit auf einem großen landwirtschaftlichen Gut und arbeitete dort bis zur Befreiung. | 2007 |
| Nikolai Lazarev             | 27. Apr. 1908 | 1970          | Riga                  | Nikolai Lazarev aus Riga organisierte für die Frau und die zwei Kinder seines jüdischen Freundes Ilja Dvorkin die Flucht aus dem Ghetto. Musja Lazarev brachte er in das Dorf Dolsala, wo sie bis zur Befreiung unter falscher Identität blieb. Den neunjährigen Israel Lazarev gab er in die Obhut der örtlichen russisch-orthodoxen Kirche und die elfjährige Gita Lazarev verbrachte die gesamte Zeit der deutschen Besatzung im Haus der Lazarevs. | 2003 |
| Marta Lieludre              | 1899          | 1989          | Lieludre Valle        | Marta Lieludre, eine wohlhabende Bäuerin aus dem Kreis Taurkalnes (heute Valle, Bezirk Bauskas), versteckte auf ihrem Bauernhof von 1943 bis zum Frühjahr 1944 ihren jüdischen Bekannten Solomon Vesterman, der aus dem Ghetto von Riga geflohen war. | 2005 |
| Jānis Lipke                 | 1. Feb. 1900  | 14. Mai 1987  | Riga                  | Jānis Lipke, ein Lagerarbeiter aus Riga, schmuggelte ab Juli 1941 Juden aus dem Rigaer Ghetto und organisierte Verstecke für sie im Umland. Auf diese Weise bewahrte er bis zum Einmarsch der Roten Armee im Oktober 1944 etwa 56 Juden vor Ermordung durch die Nazis. In Lipkes Rettungsaktion waren neben seiner Frau Johanna und seinen beiden Söhnen rund 25 weitere Helfer involviert. | 1966 |
| Johanna Lipke               | 1903          | 1990          | Riga                  | Jānis Lipke, ein Lagerarbeiter aus Riga, schmuggelte ab Juli 1941 Juden aus dem Rigaer Ghetto und organisierte Verstecke für sie im Umland. Auf diese Weise bewahrte er bis zum Einmarsch der Roten Armee im Oktober 1944 etwa 56 Juden vor Ermordung durch die Nazis. In Lipkes Rettungsaktion waren neben seiner Frau Johanna und seinen beiden Söhnen rund 25 weitere Helfer involviert. | 1966 |
| Anna Matusiewich            | 1885          |               | Rēzekne               | Anna Matusiewich und ihre Kinder Jan Matusiewich und Jadviga Matusiewich aus Rēzekne versteckten von Juli 1941 bis Juli 1944 ihre jüdischen Freunde und Kunden Chaim Izraelit und Jakov Izraelit in einem leerstehenden Haus auf ihrem Bauernhof. | 1989 |
| Jadwiga Matusiewich         | 1924          | 2007          | Rēzekne               | Anna Matusiewich und ihre Kinder Jan Matusiewich und Jadviga Matusiewich aus Rēzekne versteckten von Juli 1941 bis Juli 1944 ihre jüdischen Freunde und Kunden Chaim Izraelit und Jakov Izraelit in einem leerstehenden Haus auf ihrem Bauernhof. | 1989 |
| Jan Matusiewich             | 1906          |               | Rēzekne               | Anna Matusiewich und ihre Kinder Jan Matusiewich und Jadviga Matusiewich aus Rēzekne versteckten von Juli 1941 bis Juli 1944 ihre jüdischen Freunde und Kunden Chaim Izraelit und Jakov Izraelit in einem leerstehenden Haus auf ihrem Bauernhof. | 1989 |
| Velta Meters                |               |               | Riga                  | Arturs Krumins, ein Professor für Architektur an der Polytechnischen Universität Rīga, seine Frau Erna Krumins und seine Töchter Velta Meters und Ilga Krumins versteckten in ihrem Haus, unterstützt von ihrem Dienstmädchen Lina Pilsroze, von 1941 an für drei Jahre den jüdischen Arzt Oscar Press und dessen Sohn Bernhard Press. Bei der Beschaffung von Lebensmitteln wurden sie außerdem von Elza Mieleike, einer Freundin der Familie Krumins, und deren Mutter unterstützt. | 1983 |
| Vladimir Micko              | 1911          |               | Riga                  | Vladimir Micko und seine Schwester Olga Kateneva, überzeugte Adventisten aus Riga, versteckten ab Dezember 1941 in ihrer Zweizimmerwohnung für drei Jahre das 13-jährige jüdische Mädchen Genia Knoch, das aus dem Ghetto geflohen war und an ihre Tür geklopft hatte. Auf Bitten von Genia Knoch brachten Kateneva und Micko auch Essen ins Ghetto für die Mutter und jüngere Schwester ihres Schützlings. | 1991 |
| Elsa Mieleike               | 15. Sep. 1911 | 17. Apr. 2007 | Riga                  | Arturs Krumins, ein Professor für Architektur an der Polytechnischen Universität Rīga, seine Frau Erna Krumins und seine Töchter Velta Meters und Ilga Krumins versteckten in ihrem Haus, unterstützt von ihrem Dienstmädchen Lina Pilsroze, von 1941 an für drei Jahre den jüdischen Arzt Oscar Press und dessen Sohn Bernhard Press. Bei der Beschaffung von Lebensmitteln wurden sie außerdem von Elza Mieleike, einer Freundin der Familie Krumins, und deren Mutter unterstützt. | 1983 |
| Frau Mieleike               |               |               | Riga                  | Arturs Krumins, ein Professor für Architektur an der Polytechnischen Universität Rīga, seine Frau Erna Krumins und seine Töchter Velta Meters und Ilga Krumins versteckten in ihrem Haus, unterstützt von ihrem Dienstmädchen Lina Pilsroze, von 1941 an für drei Jahre den jüdischen Arzt Oscar Press und dessen Sohn Bernhard Press. Bei der Beschaffung von Lebensmitteln wurden sie außerdem von Elza Mieleike, einer Freundin der Familie Krumins, und deren Mutter unterstützt. | 1983 |
| Minadora Mikulova-Afanasiev |               |               | Krasnoye              | Die Familie von Piotr Afanasiev – seine Eltern Fadei Afanasiev und Evdokia Afanasiev, sein Bruder Philip Afanasiev und seine Frau Anastasia Afanasiev sowie ihre Tochter Minadora Mikulova – versteckten von Oktober 1943 bis zur Befreiung im Herbst 1944 die Jüdin Bunja Zelikman mit ihrer Tochter Rachel Zelikman in ihrem Haus, teilten ihre spärlichen Lebensmittel mit ihnen und versorgten sie mit Decken und Kleidung. | 1994 |
| Aleksandra Noim             | 10. Sep. 1909 | 1. Aug. 1998  | Reshni                | Aleksandra Noim aus Riga, die damalige Frau des jüdischen Architekten und Designers David Epshtein, gehörte – damals noch unter dem Namen Aleksandra Dagarova – zu den 25 Helfern von Jānis Lipke, einem Lagerarbeiter aus Riga, der ab Juli 1941 etwa 56 Juden aus dem Rigaer Ghetto schmuggelte und Verstecke für sie im Umland organisierte. Im März 1944 mietete Lipke in Reshni einen Bauernhof an und Maria Keller und Aleksandra Dagarova erklärten sich bereit, den Bauernhof zu leiten. Nach ihrer Ankunft auf dem Bauernhof bauten sie ein Versteck unter dem Fußboden des Hauses. Im Mai 1944 brachte Lipke eine Gruppe von Juden aus Riga in das neue Versteck, darunter auch Dagarovas Ehemann David Epshtein. Mit ihm zusammen kamen Max Wagenheim, die Brüder Zalman und Isaak Drizin, Harry Icigson und Herman Noim. Sie alle konnten sich bis zur Befreiung im August 1944 auf dem Bauernhof verstecken und wurden von den beiden Frauen und Arnold Keller betreut. Nach dem Krieg kehrte Aleksandra Dagarova nach Rīga zurück, ließ sich von ihrem Mann scheiden und heiratete Herman Noim. | 1995 |
| Anna Ozolin                 |               |               | Riga                  | Eduard Ozoliņ, seine Frau Anna Ozoliņ und ihre erwachsenen Söhne Jānis Ozoliņ und Voldemar Ozoliņ aus Rīga, versteckten auf dem Dachboden ihres Hauses von August 1943 bis zur Befreiung von Rīga am 13. Oktober 1944 die Juden Berl Burin und seinen Neffen Aharon Rauchman. | 1995 |
| Eduard Ozolin               |               |               | Riga                  | Eduard Ozoliņ, seine Frau Anna Ozoliņ und ihre erwachsenen Söhne Jānis Ozoliņ und Voldemar Ozoliņ aus Rīga, versteckten auf dem Dachboden ihres Hauses von August 1943 bis zur Befreiung von Rīga am 13. Oktober 1944 die Juden Berl Burin und seinen Neffen Aharon Rauchman. | 1995 |
| Janis Ozolin                |               |               | Riga                  | Eduard Ozoliņ, seine Frau Anna Ozoliņ und ihre erwachsenen Söhne Jānis Ozoliņ und Voldemar Ozoliņ aus Rīga, versteckten auf dem Dachboden ihres Hauses von August 1943 bis zur Befreiung von Rīga am 13. Oktober 1944 die Juden Berl Burin und seinen Neffen Aharon Rauchman. | 1995 |
| Voldemar Ozolin             |               |               | Riga                  | Eduard Ozoliņ, seine Frau Anna Ozoliņ und ihre erwachsenen Söhne Jānis Ozoliņ und Voldemar Ozoliņ aus Rīga, versteckten auf dem Dachboden ihres Hauses von August 1943 bis zur Befreiung von Rīga am 13. Oktober 1944 die Juden Berl Burin und seinen Neffen Aharon Rauchman. | 1995 |
| Edgar Ozols                 |               |               | Riga                  | Augusta Berzina, eine Malerin und Krankenschwester aus Riga, und ihr Sohn Juris Berzina versteckten in ihrer kleinen Drei-Zimmer-Wohnung ab Herbst 1941 die beiden Jüdinnen Zara Frenkel und ihre Schwester Regina Rudina, die aus dem Ghetto von Riga geflohen waren. Als klar wurde, dass die Berzinas nicht zwei zusätzliche Personen ernähren konnten, organisierte Augusta Berzina für Regina Rudina ein neues Versteck bei Edgar Ozol, einem pensionierten Oberst, und seiner Frau Emilia Ozol. Beide Jüdinnen überlebten die Verfolgungen durch die deutschen Besatzer. | 2010 |
| Emilija Ozols               |               |               | Riga                  | Augusta Berzina, eine Malerin und Krankenschwester aus Riga, und ihr Sohn Juris Berzina versteckten in ihrer kleinen Drei-Zimmer-Wohnung ab Herbst 1941 die beiden Jüdinnen Zara Frenkel und ihre Schwester Regina Rudina, die aus dem Ghetto von Riga geflohen waren. Als klar wurde, dass die Berzinas nicht zwei zusätzliche Personen ernähren konnten, organisierte Augusta Berzina für Regina Rudina ein neues Versteck bei Edgar Ozol, einem pensionierten Oberst, und seiner Frau Emilia Ozol. Beide Jüdinnen überlebten die Verfolgungen durch die deutschen Besatzer. | 2010 |
| Lina Paich                  |               |               | Kuldiga               | Lina Paich aus der Nähe der Stadt Kuldiga versteckte ab Juli 1944 die junge Jüdin Jevdokija Feldman, die gemeinsam mit Lina Kristapson, einer Verwandten von Lina Paich, dem Konzentrationslager in der Stadt Saldus entkommen war. Lina Paich teilte ihr Bett und ihr karges Essen mit Jevdokija Feldman und verschaffte ihr den Pass einer verstorbenen lettischen Frau. | 1985 |
| Ekab Pavels                 | 1895          | 1979          | Liepāja               | Ekab Pavels und seine Frau Zelma Pavels arbeiteten 1941 als Hausmeister und Putzfrau im Gebetshaus der evangelischen Kirche in Liepaja. Hier lernten sie durch Karlis Eilenberg, den Leiter des Gebetshauses, den jüdischen Bäcker Isaak Klavanski kennen, der den Verfolgungen entgangen war und sich auf dem Dachboden des Gebetshauses versteckte. Klavanski konnte fast zwei Jahre in dem Gebetshaus leben, gemeinsam mit den Pavels zu Abend essen und wurde von ihnen mit allem Lebensnotwendigen versorgt. Im Herbst 1943 zogen die Pavels – aufgrund der Lebensmittelknappheit – aufs Land und schickten ab dann Lebensmittel an Karlis Eilenberg, der diese Vorräte an die untergetauchten Juden weitergab. | 2006 |
| Zelma Pavels                | 4. Okt. 1909  | 1993          | Liepāja               | Ekab Pavels und seine Frau Zelma Pavels arbeiteten 1941 als Hausmeister und Putzfrau im Gebetshaus der evangelischen Kirche in Liepaja. Hier lernten sie durch Karlis Eilenberg, den Leiter des Gebetshauses, den jüdischen Bäcker Isaak Klavanski kennen, der den Verfolgungen entgangen war und sich auf dem Dachboden des Gebetshauses versteckte. Klavanski konnte fast zwei Jahre in dem Gebetshaus leben, gemeinsam mit den Pavels zu Abend essen und wurde von ihnen mit allem Lebensnotwendigen versorgt. Im Herbst 1943 zogen die Pavels – aufgrund der Lebensmittelknappheit – aufs Land und schickten ab dann Lebensmittel an Karlis Eilenberg, der diese Vorräte an die untergetauchten Juden weitergab. | 2006 |
| Elza Perkone                | 12. Aug. 1901 | 1986          | Liepāja               | Elza Perkone aus Liepaja versteckte von Dezember 1941 für fast drei Jahre in einem Holzschuppen auf ihrem Grundstück das Ehepaar Lev Zeligman und Mikle Zeligman, jüdische Mitbürger aus Liepaja. | 2007 |
| Martin Peterson             | 20. Okt. 1889 | 1976          | Ziedkalni             | Martin Peterson und seine Frau Milda Peterson, ein Ehepaar mit fünf Kindern aus Ziedkalni, versteckte ab Mai 1944 den 22-jährigen Juden Wilhelm Hofman, der aus dem KZ Kaiserwald geflohen war, in einem Schuppen auf ihrem Grundstück. Hofman konnte bis zur Befreiung des Gebiets im August 1944 bei seinen Rettern bleiben und kehrte dann nach Rīga zurück. | 1994 |
| Milda Peterson              | 30. Nov. 1894 | 1967          | Ziedkalni             | Martin Peterson und seine Frau Milda Peterson, ein Ehepaar mit fünf Kindern aus Ziedkalni, versteckte ab Mai 1944 den 22-jährigen Juden Wilhelm Hofman, der aus dem KZ Kaiserwald geflohen war, in einem Schuppen auf ihrem Grundstück. Hofman konnte bis zur Befreiung des Gebiets im August 1944 bei seinen Rettern bleiben und kehrte dann nach Rīga zurück. | 1994 |
| Fedot Petrova               | 1918          |               | Zalumi                | Piotr Ignatiev und seine Frau Varvara Ignatiev, Landwirte russischer Herkunft aus Zalumi, sowie ihre Tochter Jefrosinija Petrov und deren Mann Fedot Petrov versteckten auf ihrem Bauernhof vom 30. Oktober 1943 an für zwei Wochen die Juden Moishe Shtein, Roza Fridland und David Stolyar, die zehn Tage vorher vor einem Massaker der Deutschen an Juden in der Festung Daugavpils geflohen waren. Danach brachten sie ihre drei Schützlinge, die sie mit Lebensmitteln und Kleidung versorgten, bis Anfang 1944 in einer Scheune unter und stellten den Kontakt zu russischen Partisanen her, denen sich die drei Juden anschlossen. | 1995 |
| Yefrosinia Petrova          |               |               | Zalumi                | Piotr Ignatiev und seine Frau Varvara Ignatiev, Landwirte russischer Herkunft aus Zalumi, sowie ihre Tochter Jefrosinija Petrov und deren Mann Fedot Petrov versteckten auf ihrem Bauernhof vom 30. Oktober 1943 an für zwei Wochen die Juden Moishe Shtein, Roza Fridland und David Stolyar, die zehn Tage vorher vor einem Massaker der Deutschen an Juden in der Festung Daugavpils geflohen waren. Danach brachten sie ihre drei Schützlinge, die sie mit Lebensmitteln und Kleidung versorgten, bis Anfang 1944 in einer Scheune unter und stellten den Kontakt zu russischen Partisanen her, denen sich die drei Juden anschlossen. | 1995 |
| Lina Pilsroze               |               |               | Riga                  | Arturs Krumins, ein Professor für Architektur an der Polytechnischen Universität Rīga, seine Frau Erna Krumins und seine Töchter Velta Meters und Ilga Krumins versteckten in ihrem Haus, unterstützt von ihrem Dienstmädchen Lina Pilsroze, von 1941 an für drei Jahre den jüdischen Arzt Oscar Press und dessen Sohn Bernhard Press. Bei der Beschaffung von Lebensmitteln wurden sie außerdem von Elza Mieleike, einer Freundin der Familie Krumins, und deren Mutter unterstützt. | 1983 |
| Anna Alma Pole              |               | 1944          | Riga                  | Anna Alma Pole, eine lettische Hausfrau aus Riga, versteckte von Sommer 1943 bis August 1944 in ihrem Keller ihren jüdischen Nachbarn und Bekannten Isaak Vange, den Freund ihres Sohnes, sowie sieben weitere Juden, denen die Flucht aus dem Rigaer Ghetto vor dessen Liquidierung gelungen war. Am 24. August 1944 wurden Anna Alma Pole und ihre Schützlinge aufgrund einer Denunziation von Angehörigen der Sicherheitspolizei verhaftet, gefoltert und hingerichtet. | 2004 |
| Emma Priede                 | 16. Juli 1899 | 15. Jan. 1996 | Riga                  | Emma Priede, eine Hausmeisterin und Hausverwalterin aus Riga, versorgte den Juden Elmar Rivosh, der in einem Keller des Hauses lebte, von Frühjahr 1942 bis zur Befreiung Rigas durch die russischen Truppen mit Lebensmitteln. Rivosh war zuvor aus einem jüdischen Ghetto geflohen, wo im Dezember 1941 seine Frau und seine beiden kleinen Kinder umgekommen waren, und der Geschäftsmann Rudi Ankravs hatte für ihn den Keller im Wohnhaus angemietet. | 2007 |
| Elza Pukis                  |               |               | Aizpute               | Jeva Dzene lebte mit ihren drei Töchtern Emīlija Šusters, Elza Pūķis und Anna Pūķis und deren Ehemännern (Gerhards Šusters, Karlis Pūķis und Jānis Pūķis) sowie Jānis Šusters in Aizpute. Zunächst auf dem Dachboden des Hauses von Jeva Dzene, später im Haus des Ehepaares Šusters versteckten sie ab Oktober 1943 die vier jüdischen Zwangsarbeiter Josef Getz, Izak Heifetz, Sholom Uzdin und Leib Uzdin, denen Karlis Pūķis zur Flucht aus einem Arbeitskommando verholfen hatte. Die Rettungsaktion scheiterte, da ein Nachbar des Ehepaares Šusters die Retter denunzierte, das Haus der Šusters durchsucht wurde und Jeva Dzene und ihre Töchter und Schwiegersöhne verhaftet wurden. Die vier Juden, die im Haus der Šusters nicht entdeckt worden waren, begingen am 25. Januar 1944 Selbstmord, nachdem ihr neues Versteck im Wald entdeckt worden war. Gerhards Šusters wurde in Aizpute hingerichtet. Jeva Dzene, Jānis Šusters, Karlis Pūķis und Jānis Pūķis starben im Konzentrationslager Stutthof. Nur Emīlija Šusters, Elza Pūķis und Anna Pūķis überlebten.                                | 1999 |
| Karlis Pukis                |               |               | Aizpute               | Jeva Dzene lebte mit ihren drei Töchtern Emīlija Šusters, Elza Pūķis und Anna Pūķis und deren Ehemännern (Gerhards Šusters, Karlis Pūķis und Jānis Pūķis) sowie Jānis Šusters in Aizpute. Zunächst auf dem Dachboden des Hauses von Jeva Dzene, später im Haus des Ehepaares Šusters versteckten sie ab Oktober 1943 die vier jüdischen Zwangsarbeiter Josef Getz, Izak Heifetz, Sholom Uzdin und Leib Uzdin, denen Karlis Pūķis zur Flucht aus einem Arbeitskommando verholfen hatte. Die Rettungsaktion scheiterte, da ein Nachbar des Ehepaares Šusters die Retter denunzierte, das Haus der Šusters durchsucht wurde und Jeva Dzene und ihre Töchter und Schwiegersöhne verhaftet wurden. Die vier Juden, die im Haus der Šusters nicht entdeckt worden waren, begingen am 25. Januar 1944 Selbstmord, nachdem ihr neues Versteck im Wald entdeckt worden war. Gerhards Šusters wurde in Aizpute hingerichtet. Jeva Dzene, Jānis Šusters, Karlis Pūķis und Jānis Pūķis starben im Konzentrationslager Stutthof. Nur Emīlija Šusters, Elza Pūķis und Anna Pūķis überlebten.                                | 1999 |
| Anna Pukis                  |               |               | Aizpute               | Jeva Dzene lebte mit ihren drei Töchtern Emīlija Šusters, Elza Pūķis und Anna Pūķis und deren Ehemännern (Gerhards Šusters, Karlis Pūķis und Jānis Pūķis) sowie Jānis Šusters in Aizpute. Zunächst auf dem Dachboden des Hauses von Jeva Dzene, später im Haus des Ehepaares Šusters versteckten sie ab Oktober 1943 die vier jüdischen Zwangsarbeiter Josef Getz, Izak Heifetz, Sholom Uzdin und Leib Uzdin, denen Karlis Pūķis zur Flucht aus einem Arbeitskommando verholfen hatte. Die Rettungsaktion scheiterte, da ein Nachbar des Ehepaares Šusters die Retter denunzierte, das Haus der Šusters durchsucht wurde und Jeva Dzene und ihre Töchter und Schwiegersöhne verhaftet wurden. Die vier Juden, die im Haus der Šusters nicht entdeckt worden waren, begingen am 25. Januar 1944 Selbstmord, nachdem ihr neues Versteck im Wald entdeckt worden war. Gerhards Šusters wurde in Aizpute hingerichtet. Jeva Dzene, Jānis Šusters, Karlis Pūķis und Jānis Pūķis starben im Konzentrationslager Stutthof. Nur Emīlija Šusters, Elza Pūķis und Anna Pūķis überlebten.                                | 1999 |
| Zanis Pukis                 |               |               | Aizpute               | Jeva Dzene lebte mit ihren drei Töchtern Emīlija Šusters, Elza Pūķis und Anna Pūķis und deren Ehemännern (Gerhards Šusters, Karlis Pūķis und Jānis Pūķis) sowie Jānis Šusters in Aizpute. Zunächst auf dem Dachboden des Hauses von Jeva Dzene, später im Haus des Ehepaares Šusters versteckten sie ab Oktober 1943 die vier jüdischen Zwangsarbeiter Josef Getz, Izak Heifetz, Sholom Uzdin und Leib Uzdin, denen Karlis Pūķis zur Flucht aus einem Arbeitskommando verholfen hatte. Die Rettungsaktion scheiterte, da ein Nachbar des Ehepaares Šusters die Retter denunzierte, das Haus der Šusters durchsucht wurde und Jeva Dzene und ihre Töchter und Schwiegersöhne verhaftet wurden. Die vier Juden, die im Haus der Šusters nicht entdeckt worden waren, begingen am 25. Januar 1944 Selbstmord, nachdem ihr neues Versteck im Wald entdeckt worden war. Gerhards Šusters wurde in Aizpute hingerichtet. Jeva Dzene, Jānis Šusters, Karlis Pūķis und Jānis Pūķis starben im Konzentrationslager Stutthof. Nur Emīlija Šusters, Elza Pūķis und Anna Pūķis überlebten.                                | 1999 |
| Marija Purins               |               | 1966          | Kleisti               | Die Landwirte Peter Purins und Marija Purins lebten mit ihrer Tochter Vilma Purins und deren vier kleinen Kindern auf einem Bauernhof in Kleisti, einem Vorort von Riga. Ab Sommer 1944 bis zur Befreiung versteckten sie in ihrem Haus und an verschiedenen anderen Orten des Bauernhofes die Juden Ruvim Michelson und Mogilnikov. | 1999 |
| Peter Purins                |               |               | Kleisti               | Die Landwirte Peter Purins und Marija Purins lebten mit ihrer Tochter Vilma Purins und deren vier kleinen Kindern auf einem Bauernhof in Kleisti, einem Vorort von Riga. Ab Sommer 1944 bis zur Befreiung versteckten sie in ihrem Haus und an verschiedenen anderen Orten des Bauernhofes die Juden Ruvim Michelson und Mogilnikov. | 1999 |
| Vilma Purins                | 31. Mai 1919  |               | Kleisti               | Die Landwirte Peter Purins und Marija Purins lebten mit ihrer Tochter Vilma Purins und deren vier kleinen Kindern auf einem Bauernhof in Kleisti, einem Vorort von Riga. Ab Sommer 1944 bis zur Befreiung versteckten sie in ihrem Haus und an verschiedenen anderen Orten des Bauernhofes die Juden Ruvim Michelson und Mogilnikov. | 1999 |
| Emils Resnais               | 24. Mai 1886  | 1950          | Riga                  | Emils Resnais, der Leiter eines Kinderheims in Riga, rettete das Leben der 11-jährigen Jüdin Inna Fridman. Das Mädchen wurde im Oktober 1942 in sein Kinderheim eingewiesen, da ihre alleinstehende Mutter unter Arrest gestellt worden war, da sie verdächtigt wurde, Jüdin zu sein. Resnais wusste aus der Originalgeburtsurkunde des Mädchens, dass beide Eltern jüdischen Glaubens waren. Deshalb achtete er darauf, dass das Kind das Waisenhaus nicht verließ, etwa zum Schulbesuch. Er organisierte stattdessen einen Gastlehrer für das Mädchen. Als die Front sich Rīga näherte, widersetzte sich Resnais der Anweisung, mit den Insassen des Waisenhauses nach Westen zu ziehen. Er versteckte sich mit Inna Fridman und allen anderen Waisenkindern in verlassenen Gebäuden, bis die Rote Armee am 15. Oktober 1944 in Riga einrückte. Inna Fridman lebte bis 1945 im Kinderheim, bis ihre Tante sie fand. Ihre Mutter, Elsa Fridman, überlebte den Krieg nicht. | 1999 |
| Jekabs Ritenis              |               | 1982          | Rucava                | Die kinderlosen Bauern Maiga und Jekabs Ritenis aus Rucava versteckten von 1941 bis zum Ende der deutschen Besatzung die Jüdin Feiga Lifshits und ihre Tochter Irma Lifshits in zwei Verstecken auf ihrem Bauernhof. | 2009 |
| Maiga Ritenis               | 14. März 1890 | 1979          | Rucava                | Die kinderlosen Bauern Maiga und Jekabs Ritenis aus Rucava versteckten von 1941 bis zum Ende der deutschen Besatzung die Jüdin Feiga Lifshits und ihre Tochter Irma Lifshits in zwei Verstecken auf ihrem Bauernhof. | 2009 |
| Bruno Rozentals             | 1925          |               | Miltini               | Friedrich Rozentāls, ein Bauer aus der Nähe des Dorfes Miltini, versteckte und ernährte auf seinem Anwesen mit seiner zweiten Frau Wilhelmina Rozentāls und seinen beiden Söhnen aus erster Ehe, Bruno Rozentāls und Edgar Rozentāls, im Zeitraum Mai 1943 bis August 1944 insgesamt 15 jüdische Mitbürger, darunter Abram Libchen und Chaim Smolianski. | 1996 |
| Edgar Rozentals             | 1928          |               | Miltini               | Friedrich Rozentāls, ein Bauer aus der Nähe des Dorfes Miltini, versteckte und ernährte auf seinem Anwesen mit seiner zweiten Frau Wilhelmina Rozentāls und seinen beiden Söhnen aus erster Ehe, Bruno Rozentāls und Edgar Rozentāls, im Zeitraum Mai 1943 bis August 1944 insgesamt 15 jüdische Mitbürger, darunter Abram Libchen und Chaim Smolianski. | 1996 |
| Friedrich Rozentals         |               |               | Miltini               | Friedrich Rozentāls, ein Bauer aus der Nähe des Dorfes Miltini, versteckte und ernährte auf seinem Anwesen mit seiner zweiten Frau Wilhelmina Rozentāls und seinen beiden Söhnen aus erster Ehe, Bruno Rozentāls und Edgar Rozentāls, im Zeitraum Mai 1943 bis August 1944 insgesamt 15 jüdische Mitbürger, darunter Abram Libchen und Chaim Smolianski. | 1996 |
| Wilhelmina Rozentals        | 1900          |               | Miltini               | Friedrich Rozentāls, ein Bauer aus der Nähe des Dorfes Miltini, versteckte und ernährte auf seinem Anwesen mit seiner zweiten Frau Wilhelmina Rozentāls und seinen beiden Söhnen aus erster Ehe, Bruno Rozentāls und Edgar Rozentāls, im Zeitraum Mai 1943 bis August 1944 insgesamt 15 jüdische Mitbürger, darunter Abram Libchen und Chaim Smolianski. | 1996 |
| Karola Rudzite              | 1912          |               | Sigulda               | Karola Rudzite, die aus Riga stammte und in Sigulda mit ihrem Mann und ihrer Tochter lebte, versteckte von den ersten Tagen der deutschen Besatzung an ihre bettlägerige jüdische Schwiegermutter, Rosalija Markusevic, in ihrem Haus und unterstützte ihre anderen jüdischen Verwandten und Freunde, die im Ghetto von Rīga interniert waren. Es handelte sich um Mitglieder der Familien Markusevic, Wolpert, Karlin und Gavronski, die sie mit Lebensmitteln versorgte. Die neunjährige Tochter der Wolperts, Inna Wolpert, holte sie im Dezember 1941 aus dem Ghetto und versteckte sie in ihrer Wohnung. | 1986 |
| Charlotte Schiemann         |               |               | Riga                  | Dr. Paul Schiemann, ein deutschbaltischer Journalist und Politiker, und seine Frau Charlotte Schiemann versteckten ab der Silvesternacht 1942/43 bis Juni 1944 die junge jüdische Witwe Valentīna Freimane, deren gesamte Familie umgekommen war. | 1999 |
| Dr. Paul Schiemann          |               | 23. Juni 1944 | Riga                  | Dr. Paul Schiemann, ein deutschbaltischer Journalist und Politiker, und seine Frau Charlotte Schiemann versteckten ab der Silvesternacht 1942/43 bis Juni 1944 die junge jüdische Witwe Valentīna Freimane, deren gesamte Familie umgekommen war. | 1999 |
| Otilija Schimelpfenig       |               |               | Liepāja               | Otilija Schimelpfenig, eine Witwe deutscher Herkunft aus Riga, versteckte von 1941 bis Kriegsende das jüdische Mädchen Ada Zivcon. Schimelpfenig nannte das Kind Gertrude und erzählte ihren Nachbarn, dass das kleine Mädchen eine Verwandte sei, die ihre Eltern verloren hatte. In Wirklichkeit war sie die Tochter von Riva Zivcon, die mit zehn anderen jüdischen Mitbürgern Unterschlupf bei Robert Seduls und seiner Frau gefunden hatte. | 2006 |
| Johanna Sedule              | 25. Juli 1910 | 7. Aug. 1987  | Liepāja               | Robert Seduls, ein ehemaliger Seemann und Boxer, der als Hausmeister in Liepaja arbeitete, und seine Frau Johanna Sedule versteckten im Keller ihres Hauses von Oktober 1943 bis zur Befreiung zeitweise bis zu elf jüdische Mitbürger, darunter ihren jüdischen Freund David Zivcon und dessen Frau. Nachdem Robert Seduls am 10. März 1945 durch eine russische Granate getötet wurde, kümmerte sich Seduls’ Frau Johanna alleine bis zum Ende des Krieges um die versteckten Juden. | 1981 |
| Robert Seduls               | 20. Feb. 1906 | 10. März 1945 | Liepāja               | Robert Seduls, ein ehemaliger Seemann und Boxer, der als Hausmeister in Liepaja arbeitete, und seine Frau Johanna Sedule versteckten im Keller ihres Hauses von Oktober 1943 bis zur Befreiung zeitweise bis zu elf jüdische Mitbürger, darunter ihren jüdischen Freund David Zivcon und dessen Frau. Nachdem Robert Seduls am 10. März 1945 durch eine russische Granate getötet wurde, kümmerte sich Seduls’ Frau Johanna alleine bis zum Ende des Krieges um die versteckten Juden. | 1981 |
| Dorofey Shelukhin           | 1898          | 1965          | Riga                  | Dorofey Shelukhin, ein Hausmeister aus Riga, versteckte ab 1943 im Keller des von ihm betreuten Hauses seinen Bekannten Avram Gerson und dessen Freund Meyer Elyashevich. Die beiden Juden waren den Massenexekutionen entgangen und am 23. Juni 1943 aus dem Ghetto in Riga geflohen. Meyer und Avram lebten etwa 18 Monate lang bis zur Befreiung im Keller des Hauses und wurden von Dorofey Shelukhin mit Lebensmitteln versorgt. | 2012 |
| Anna Silins                 | 14. Jan. 1913 |               | Riga                  | Anna und Janis Silins versteckten in Riga die jüdische Familie Boris, Chona und Yakov Zankender. | 2018 |
| Janis Silins                |               | 22. Feb. 1942 | Riga                  | Anna und Janis Silins versteckten in Riga die jüdische Familie Boris, Chona und Yakov Zankender. | 2018 |
| Leokardia Skershkane        | 24. Jan. 1911 |               | Riga                  | Leokardia Skershkane, eine Zugschaffnerin, Katholikin, Ehefrau und Mutter aus Riga, versteckte in ihrem Haus vom 20. Mai 1944 bis zur Befreiung am 13. Oktober die Jüdin Ejda Tračuns, die Ehefrau ihres nichtjüdischen Nachbarn Antons Tračuns. Antons Tračuns hatte seine Frau zuvor aus dem Konzentrationslager Kaiserwald geschmuggelt und bei seiner Nachbarin um vorübergehenden Schutz gebeten. | 1995 |
| Katerina Skuyinsh           | 1911          |               | Babīte                | Katarīna Skuyinsh aus Babīte nahm im Mai 1944 den Juden Shimon Berman, einen Fremden, in ihr Haus auf. Sie versteckte Berman drei Wochen lang und besorgte dann falsche Papiere und Arbeit für ihn. | 1975 |
| Helena Spiridovich          |               |               | Karsava               | Helena Spiridovich, eine Nachbarin von Alfred Bankovich, versteckte ab August 1942 die Jüdin Rachel Edelmann und ihren gerade geborenen Sohn. Spiridovich hatte zwei Wochen zuvor eine Tochter zur Welt gebracht. | 1995 |
| Janis Sprogis               |               |               | Liepāja               | Jānis Sproģis aus Liepaja versteckte von Juli 1942 bis Ende 1942 seine zwei jüdischen Vorkriegsfreunde Abram Fleishman und Israel Alite in seinem Haus. Die beiden jüdischen Jugendlichen hatten zuvor ab Dezember 1941 im Haus von Margarita Enins und ihrem unverheirateten Sohn Fritz Enins Schutz gefunden. Von 1943 bis Kriegsende versteckten sich Fleishman und Alite abwechselnd bei den Eniņs und Jānis Sproģis und überlebten so die Verfolgungen der Juden in Lettland. | 1999 |
| Emīlija Strelis             | 1894          | 1973          | Liepāja               | Emīlija Strelis, eine Krankenschwester aus Liepāja, unterstützte ihre Freundin Anna Fimbauer bei der Rettung der dreiköpfigen jüdischen Familie Raikin. Fimbauer, eine Hausangestellte der jüdischen Familie Raikin, versteckte ab dem 12. Februar 1942 Berta Raikin und ihren zweijähriger Sohn Gershon Raikin in ihrer Einzimmerwohnung und auf dem Dachboden des Wohnhauses. Ab dem 23. November 1943 versteckte sie zusätzlich Isaak Raikin, der aus dem Ghetto von Riga geflohen war. Emīlija Strelis behandelte im Februar 1942 Berta Raikin, die sich auf dem Weg in die Wohnung von Anna Fimbauer das Bein gebrochen hatte, und beschaffte Lebensmittel. | 1972 |
| Emilija Susters             |               |               | Aizpute               | Jeva Dzene lebte mit ihren drei Töchtern Emīlija Šusters, Elza Pūķis und Anna Pūķis und deren Ehemännern (Gerhards Šusters, Karlis Pūķis und Jānis Pūķis) sowie Jānis Šusters in Aizpute. Zunächst auf dem Dachboden des Hauses von Jeva Dzene, später im Haus des Ehepaares Šusters versteckten sie ab Oktober 1943 die vier jüdischen Zwangsarbeiter Josef Getz, Izak Heifetz, Sholom Uzdin und Leib Uzdin, denen Karlis Pūķis zur Flucht aus einem Arbeitskommando verholfen hatte. Die Rettungsaktion scheiterte, da ein Nachbar des Ehepaares Šusters die Retter denunzierte, das Haus der Šusters durchsucht wurde und Jeva Dzene und ihre Töchter und Schwiegersöhne verhaftet wurden. Die vier Juden, die im Haus der Šusters nicht entdeckt worden waren, begingen am 25. Januar 1944 Selbstmord, nachdem ihr neues Versteck im Wald entdeckt worden war. Gerhards Šusters wurde in Aizpute hingerichtet. Jeva Dzene, Jānis Šusters, Karlis Pūķis und Jānis Pūķis starben im Konzentrationslager Stutthof. Nur Emīlija Šusters, Elza Pūķis und Anna Pūķis überlebten.                                | 1999 |
| Gerhards Susters            |               |               | Aizpute               | Jeva Dzene lebte mit ihren drei Töchtern Emīlija Šusters, Elza Pūķis und Anna Pūķis und deren Ehemännern (Gerhards Šusters, Karlis Pūķis und Jānis Pūķis) sowie Jānis Šusters in Aizpute. Zunächst auf dem Dachboden des Hauses von Jeva Dzene, später im Haus des Ehepaares Šusters versteckten sie ab Oktober 1943 die vier jüdischen Zwangsarbeiter Josef Getz, Izak Heifetz, Sholom Uzdin und Leib Uzdin, denen Karlis Pūķis zur Flucht aus einem Arbeitskommando verholfen hatte. Die Rettungsaktion scheiterte, da ein Nachbar des Ehepaares Šusters die Retter denunzierte, das Haus der Šusters durchsucht wurde und Jeva Dzene und ihre Töchter und Schwiegersöhne verhaftet wurden. Die vier Juden, die im Haus der Šusters nicht entdeckt worden waren, begingen am 25. Januar 1944 Selbstmord, nachdem ihr neues Versteck im Wald entdeckt worden war. Gerhards Šusters wurde in Aizpute hingerichtet. Jeva Dzene, Jānis Šusters, Karlis Pūķis und Jānis Pūķis starben im Konzentrationslager Stutthof. Nur Emīlija Šusters, Elza Pūķis und Anna Pūķis überlebten.                                | 1999 |
| Janis Susters               |               |               | Aizpute               | Jeva Dzene lebte mit ihren drei Töchtern Emīlija Šusters, Elza Pūķis und Anna Pūķis und deren Ehemännern (Gerhards Šusters, Karlis Pūķis und Jānis Pūķis) sowie Jānis Šusters in Aizpute. Zunächst auf dem Dachboden des Hauses von Jeva Dzene, später im Haus des Ehepaares Šusters versteckten sie ab Oktober 1943 die vier jüdischen Zwangsarbeiter Josef Getz, Izak Heifetz, Sholom Uzdin und Leib Uzdin, denen Karlis Pūķis zur Flucht aus einem Arbeitskommando verholfen hatte. Die Rettungsaktion scheiterte, da ein Nachbar des Ehepaares Šusters die Retter denunzierte, das Haus der Šusters durchsucht wurde und Jeva Dzene und ihre Töchter und Schwiegersöhne verhaftet wurden. Die vier Juden, die im Haus der Šusters nicht entdeckt worden waren, begingen am 25. Januar 1944 Selbstmord, nachdem ihr neues Versteck im Wald entdeckt worden war. Gerhards Šusters wurde in Aizpute hingerichtet. Jeva Dzene, Jānis Šusters, Karlis Pūķis und Jānis Pūķis starben im Konzentrationslager Stutthof. Nur Emīlija Šusters, Elza Pūķis und Anna Pūķis überlebten.                                | 1999 |
| Trofim Torbik               | 1903          | 1984          | Liepāja               | Trofim Torbik aus Liepāja lernte vor dem deutsch-sowjetischen Krieg die Jüdin Bluma Roberman und ihre zehnjährige Tochter Marta Roberman kennen. Nach Ausbruch des Krieges verloren sie den Kontakt, da Torbik als Zwangsarbeiter nach Deutschland deportiert wurde und Roberman und ihre Tochter im jüdischen Ghetto interniert wurden. Aufgrund einer Erkrankung gelangte Torbik im Spätherbst 1941 zurück nach Liepāja und es gelang ihm, Bluma und Marta aus dem Lager zu holen und sie bis Kriegsende in seinem Privathaus zu verstecken. Ende 1943 half er zudem Iosif Mandelshtam, Shmerl Skutelski und Misha Libauer bei ihrer Flucht aus dem KZ Kaiserwald. | 2009 |
| Sergei Trofimov             |               |               | Harciski              | Sergei Trofimov, seine Frau Vasa Trofimov und ihre verheiratete Tochter Stepanida Kuznetzova aus dem Dorf Harčiski, alle drei russisch-orthodoxen Glaubens, versteckten ab Januar 1942 den Juden Josif Rein, einen jungen jüdischen Schneider aus der benachbarten Stadt Višķi, in ihrer Scheune und ihrem Haus. Später versteckten sie zusätzlich auch ihren langjährigen jüdischen Freund Grisha Pogel, ebenfalls aus Višķi. Die beiden Männer lebten bei den Trofimovs bis zur Befreiung im Juli 1944. | 1995 |
| Stepanida Trofimov          | 1919          |               | Harciski              | Sergei Trofimov, seine Frau Vasa Trofimov und ihre verheiratete Tochter Stepanida Kuznetzova aus dem Dorf Harčiski, alle drei russisch-orthodoxen Glaubens, versteckten ab Januar 1942 den Juden Josif Rein, einen jungen jüdischen Schneider aus der benachbarten Stadt Višķi, in ihrer Scheune und ihrem Haus. Später versteckten sie zusätzlich auch ihren langjährigen jüdischen Freund Grisha Pogel, ebenfalls aus Višķi. Die beiden Männer lebten bei den Trofimovs bis zur Befreiung im Juli 1944. | 1995 |
| Vasa Trofimov               |               |               | Harciski              | Sergei Trofimov, seine Frau Vasa Trofimov und ihre verheiratete Tochter Stepanida Kuznetzova aus dem Dorf Harčiski, alle drei russisch-orthodoxen Glaubens, versteckten ab Januar 1942 den Juden Josif Rein, einen jungen jüdischen Schneider aus der benachbarten Stadt Višķi, in ihrer Scheune und ihrem Haus. Später versteckten sie zusätzlich auch ihren langjährigen jüdischen Freund Grisha Pogel, ebenfalls aus Višķi. Die beiden Männer lebten bei den Trofimovs bis zur Befreiung im Juli 1944. | 1995 |
| Janis Vabulis               | 27. Aug. 1914 | 2003          | Riga                  | Janis Fabulis beschaffte in Riga gefälschte Dokumente für die Jüdin Zelda Hait. | 2015 |
| Anton Vanags                | 1911          |               | Dundaga               | Anton Vanags, seine Frau Klara Vanags und ihre Tochter Skaidrite Vanags aus Dundaga versteckten zehn Monate lang ab September 1943 auf ihrem Dachboden die beiden Juden Avraham Shpungin und Matis Frost. Shpungin und Frost waren einige Zeit zuvor aus einem Arbeitslager in der Nähe von Dundaga geflohen und hatten sich in einem Waldgebiet versteckt. | 1993 |
| Klara Vanags                | 1904          | 1961          | Dundaga               | Anton Vanags, seine Frau Klara Vanags und ihre Tochter Skaidrite Vanags aus Dundaga versteckten zehn Monate lang ab September 1943 auf ihrem Dachboden die beiden Juden Avraham Shpungin und Matis Frost. Shpungin und Frost waren einige Zeit zuvor aus einem Arbeitslager in der Nähe von Dundaga geflohen und hatten sich in einem Waldgebiet versteckt. | 1993 |
| Skaidrite Vanags            | 1928          |               | Dundaga               | Anton Vanags, seine Frau Klara Vanags und ihre Tochter Skaidrite Vanags aus Dundaga versteckten zehn Monate lang ab September 1943 auf ihrem Dachboden die beiden Juden Avraham Shpungin und Matis Frost. Shpungin und Frost waren einige Zeit zuvor aus einem Arbeitslager in der Nähe von Dundaga geflohen und hatten sich in einem Waldgebiet versteckt. | 1993 |
| Valdis Verdins              |               |               | Kleisti               | Marija Kaminski und Janis Kaminski, deutschbaltische Bauern aus Kleisti, versteckten 1944 die Juden Persy Gurvich, Semyon Peiros und seinen 15-jährigen Sohn Michael Peiros auf ihrem Heuboden. Während ihres Aufenthalts bei den Kaminskis wurden die Juden von Valdis Verdins, dem Besitzer eines Lebensmittelgeschäfts in der Nachbarschaft, mit Lebensmitteln versorgt. | 1999 |
| Kristina Viksna             | 1889          | 1968          | Riga                  | Kristina Viksna sowie die Schwestern Eizenija Apoga und Katrina Apoga aus Riga, fromme Adventisten, versteckten ab August 1943 vierzehn Monate lang den jüdischen Jugendlichen Isaak Kleiman. Kristina Viksna, das frühere Kindermädchen der jüdischen Familie Kleiman, hatte Isaak Kleiman in Riga in einer Gruppe jüdischer Zwangsarbeiter entdeckt und ihm Hilfe angeboten. | 2007 |
| Petrunela Vilmane           |               |               | Daugavpils            | Petrunela Vilmane aus Daugavpils war das Kindermädchen von Maja Zarch, der einzigen Tochter des jüdischen Ehepaares David und Rebecca Zarch. Nach der Besetzung der Stadt am 26. Juni 1941 durch deutsche Truppen wurde David Zarch erschossen und seine Frau und Tochter wurden gezwungen im Ghetto der Stadt zu leben. Petrunela Vilmane verwahrte alle Habseligkeiten der Zarchs bei sich und brachte den beiden Frauen Lebensmittel und Waldfrüchte ins Ghetto. Ab Herbst 1942 versteckte Petrunela Vilmane Maja Zarch für ein Jahr zunächst in ihrer Wohnung, später organisierte sie ein Versteck zusammen mit einem anderen jüdischen Mädchen bei Petrunelas Onkel. | 1979 |
| Kazimirs Vilnis             | 18. Nov. 1907 | 27. Jan. 1988 | Riga                  | Kazimirs Vilnis, ein katholischer Priester aus Riga, versteckte ab 1943 in seiner Kirche und dann auf dem Kirchengelände den gläubigen Juden Berl Packin, den er seit 1940 kannte. Berl Packin und seine Familie waren ab September 1941 von den Deutschen im Ghetto von Riga interniert worden, seine Verwandten wurden im Wald von Rumbuli erschossen und Packin musste in einer jüdischen Arbeitsbrigade arbeiten. Bevor er mit allen verbliebenen Juden in das Konzentrationslager Kaiserwald deportiert wurde, floh Packin und versteckte sich zunächst einige Tage im Keller seiner ehemaligen Nachbarin Emma Rudzit, dann für einige Zeit auf dem Heuboden seines ehemaligen Kollegen Richard Trumpe und konnte dann für längere Zeit bei Kazimirs Vilnis untertauchen. | 2008 |
| Vladislavs Vuskans          | 1887          | 1953          | Preili                | Vladislavs Vuskans aus Preili, ein gebürtiger Pole und Betreiber einer Brennerei, versteckte in seinem Haus ab Juli 1941 die Juden Yosef Gakker, Faivish Shafir, Zalman Ozband, Rafael Ozband, ab August zusätzlich Simon und Mikhlya Khagi und ihre Söhne, Arik und Motya. | 2004 |
| Ulita Warushkina            | 20. Juli 1896 | 16. Jan. 1973 | Bekši                 | Ulita Warushkina, eine russische Altgläubige aus Bekši, die im Haushalt der jüdischen Familie Tager in der Stadt Rēzekne arbeitete, rettete den zweieinhalbjährigen Sohn der Tagers, Mordecai Tager. Sie besuchte die Familie Tager 1941 im Gefängnis und es gelang ihr, Mordecai Tager unter ihrem Mantel zu verstecken und das Gefängnis zu verlassen. Aus Rēzekne ging sie mit dem Kleinkind in ihren Heimatort Bekši, wo sie Mordecai Tager als ihren Sohn ausgab und bis zum Ende des Krieges lebte. | 1993 |
| Karl Westen                 | 1899          | 1978          | Riga                  | Karl Westen, ein Musiker aus Riga, versteckte in seinem Haus ab Oktober 1943 seine jüdische Vorkriegsbekannte Riva Zivcon und ihre Tochter Ada Zivcon, die aus dem Konzentrationslager Kaiserwald in der Nähe von Riga geflohen waren. Außerdem versorgte er seinen jüdischen Freund, den Cellisten Lev Aronson, der in einem anderen Versteck lebte, mit Lebensmitteln. | 2012 |
| Anna Yunel                  |               |               | Medumi                | Anton Yunel und seine Frau Anna Yunel, ein Bauernehepaar mit zwei Kindern aus Medumi im Bezirk Daugavpils, versteckten auf ihrem Hof von 1942 bis zur Befreiung im Sommer 1944 den jüdischen Jungen Saul Perelman. | 2000 |
| Anton Yunel                 |               |               | Medumi                | Anton Yunel und seine Frau Anna Yunel, ein Bauernehepaar mit zwei Kindern aus Medumi im Bezirk Daugavpils, versteckten auf ihrem Hof von 1942 bis zur Befreiung im Sommer 1944 den jüdischen Jungen Saul Perelman. | 2000 |
| Antons Zagorskis            | 1902          | 1966          | Reyniki               | Das Ehepaar Anton und Eleonora Zagorski und ihr 12-jähriger Sohn Francis Zagorski aus Reyniki versteckten auf ihrem Bauernhof von August 1941 bis Juli 1944 den Juden Lev Luban aus Viļāni. Alle Juden in Viļāni waren am 4. August 1941 durch die Deutschen ermordet worden, darunter auch die Frau von Lev Luban und seine drei Kinder. Luban selbst hatte die Erschießung überlebt, konnte nachts aus dem Massengrab fliehen und bat die Zagorskis um Hilfe und Schutz. Das Ehepaar richtete im Keller ihres Hauses ein Versteck ein, in dem sich Luban für fast drei Jahre verstecken konnte. Nach der Befreiung des Gebietes durch die Sowjetarmee half Luban dabei, die Kriegsverbrecher zu identifizieren, die die Juden von Viļāni ermordet hatten. | 2011 |
| Eleonora Zagorskis          | 1905          | 1944          | Reyniki               | Das Ehepaar Anton und Eleonora Zagorski und ihr 12-jähriger Sohn Francis Zagorski aus Reyniki versteckten auf ihrem Bauernhof von August 1941 bis Juli 1944 den Juden Lev Luban aus Viļāni. Alle Juden in Viļāni waren am 4. August 1941 durch die Deutschen ermordet worden, darunter auch die Frau von Lev Luban und seine drei Kinder. Luban selbst hatte die Erschießung überlebt, konnte nachts aus dem Massengrab fliehen und bat die Zagorskis um Hilfe und Schutz. Das Ehepaar richtete im Keller ihres Hauses ein Versteck ein, in dem sich Luban für fast drei Jahre verstecken konnte. Nach der Befreiung des Gebietes durch die Sowjetarmee half Luban dabei, die Kriegsverbrecher zu identifizieren, die die Juden von Viļāni ermordet hatten. | 2011 |
| Francis Zagorskis           | 1929          | 1986          | Reyniki               | Das Ehepaar Anton und Eleonora Zagorski und ihr 12-jähriger Sohn Francis Zagorski aus Reyniki versteckten auf ihrem Bauernhof von August 1941 bis Juli 1944 den Juden Lev Luban aus Viļāni. Alle Juden in Viļāni waren am 4. August 1941 durch die Deutschen ermordet worden, darunter auch die Frau von Lev Luban und seine drei Kinder. Luban selbst hatte die Erschießung überlebt, konnte nachts aus dem Massengrab fliehen und bat die Zagorskis um Hilfe und Schutz. Das Ehepaar richtete im Keller ihres Hauses ein Versteck ein, in dem sich Luban für fast drei Jahre verstecken konnte. Nach der Befreiung des Gebietes durch die Sowjetarmee half Luban dabei, die Kriegsverbrecher zu identifizieren, die die Juden von Viļāni ermordet hatten. | 2011 |
| Sofija Ziverts              | 1878          |               | Liepāja               | Sofija Ziverts und Herta Karkliņs aus Liepāja retteten durch eine Falschaussage das Leben der Jüdin Erika Alperovich und ihrer zwei Söhne Edward Alperovich und George Alperovich. Zīverts und Kārkliņs bestätigten in den ersten Wochen der deutschen Besatzung vor den Behörden, dass ihre Bekannte Erika Alperovich keine Jüdin sei, sondern von einer jüdischen Familie adoptiert worden wäre. Aufgrund dieser Falschaussage erhielten Alperovich und ihre Söhne die Erlaubnis, außerhalb des Ghettos zu leben, und überlebten den Krieg. | 1999 |
| Vilis Zvaigzne              | 1895          | 1979          | Riga                  | Vilis Zvaigzne, ein Baptist aus Riga, versteckte und verpflegte in seinem Haus im August 1943 für zwei Monate den jüdischen Chemieingenieur Elija Jakobson. Die gesamte Familie von Jakobson, einschließlich seiner Frau Agnesa und seiner dreijährigen Tochter Melita, war am 30. November 1941 im Wald von Rumbuli erschossen worden. Elija Jakobson selbst wurde zu schwerer körperlicher Arbeit herangezogen und Vilis Zvaigzne versorgte ihn mit Essen und drängte ihn wegzulaufen und bot ihm sein Haus als Versteck an. Im August 1943 floh Jakobson mit einer Gruppe von 13 jüdischen Zwangsarbeitern und gelangte zu Zvaigzne. Zvaigzne beschaffte ihm einen falschen lettischen Pass und brachte ihn mit dem sowjetischen Untergrund in Verbindung. | 1995 |
| Anna Zwirzgdinia            |               |               | Liepāja               | Anna Zwirzgdinia, die Frau eines Fischers aus Liepāja und langjährige Bekannte der Jüdin Berta Raikin, half bei der Rettung der dreiköpfigen jüdischen Familie Raikin, die sich von Februar 1942 bis Ende 1944 in der Wohnung bzw. im Wohnhaus ihrer früheren Hausangestellten Anna Fimbauer versteckten. Zwirzgdinia versorgte die Raikins in dieser Zeit mit Lebensmitteln. | 1976 |